# Kleryka
Kleryka – część miasta w zachodniej części Gniezna.
Gromada Kleryka powstała 20 września 1946 z części gromady Piekary.  1 stycznia 1951 włączono ją do Gniezna.